# Andrés Ignacio Menéndez
Andrés Ignacio Menéndez (1er février 1879 – 7 juin 1962), né à Santa Ana, El Salvador, est un militaire et homme politique salvadorien. 
Il occupe les fonctions de président du Salvador du 29 août 1934 au 1er mars 1935, puis du 9 mai au 20 octobre 1944,. Il est renversé en octobre 1944 par un coup d'état dirigé par le colonel Osmín Aguirre y Salinas, et exilé au Guatemala. 